# SKYNET
Pour les articles homonymes, voir Skynet.
SKYNET est un programme américain de la NSA qui effectue une analyse par apprentissage automatique sur les données de communication pour extraire des informations sur d'éventuels suspects de terrorisme. 
L'outil est utilisé pour identifier des cibles, telles que les courriers d'Al-Qaïda, qui sont transmis sur les réseaux cellulaires GSM. Plus précisément, les comportements d'utilisation des mobiles tels que le changement de cartes SIM dans des téléphones qui ont le même numéro ESN, MEID ou IMEI sont considérés comme révélateurs d'activités secrètes. Comme de nombreux autres programmes de sécurité, le programme SKYNET utilise des graphes qui comportent un ensemble de nœuds et de points afin de représenter visuellement les réseaux sociaux. L'outil utilise également des techniques de classification comme les forêts d’arbres décisionnels. Étant donné que l'ensemble de données comprend une très grande proportion de faux positifs et de petits jeux de données pour l’apprentissage, il existe un risque de surapprentissage. Bruce Schneier fait valoir qu'un taux de faux positifs de 0,008 % serait faible pour les applications commerciales où « si Google fait une erreur, les gens voient une annonce pour une voiture qu'ils ne veulent pas acheter » tandis que « si le gouvernement fait une erreur, ils tuent des innocents.»

## Participation et partenariats
Directions de la NSA participant :  
- Renseignement d'origine électromagnétique : S21, S22, SSG
- Recherche: R6
- Technologie: T12, T14

Il a des partenariats avec TMAC / FASTSCOPE, les laboratoires Lincoln du MIT et Harvard.  

## Controverses
Le projet SKYNET est lié à des systèmes de drones de combat, ce qui potentiellement amène les faux positifs à la mort d’innocents. 
Selon la NSA, le projet SKYNET est capable de reconstituer avec précision des informations cruciales sur les suspects, y compris leurs relations sociales, leurs habitudes et leurs déplacements grâce à la visualisation graphique des données GSM. Cependant, les chercheurs critiquent la littérature actuelle sur la sécurité, qui associe les écarts statistiques à des anomalies comportementales, et que la méthodologie de détection d'anomalies SKYNET a un comportement binaire. Par exemple, le chef du bureau d'Al-Jazeera à Islamabad, le journaliste Ahmad Zaidan, a été identifié à tort comme un membre très probable d'Al-Qaïda et des Frères musulmans dans leurs dossiers,
. Bien qu'il soit improbable d'être membre des deux groupes, il est également largement et publiquement connu pour ses voyages afin de rencontrer des groupes radicaux, mais a été identifié comme terroriste en raison de la surveillance de son téléphone portable, le plaçant dans des zones rurales. Cela a été perçu comme la preuve que le système n’est pas fiable, car il a identifié à tort un journaliste exerçant des activités publiques légitimes en tant que terroriste potentiel, tout en portant atteinte à la liberté de la presse et en enfreignant la loi américaine sur la surveillance des journalistes.